# Chrysuronia grayi
El zafiro cabeciazul o amazilia cabeciazul (Hylocharis grayi) es una especie de ave apodiforme de la familia Trochilidae —los colibríes— perteneciente al numeroso género  Chrysuronia, anteriormente incluida en el género  Hylocharis . Es nativa del noroeste de América del Sur. 
Anteriormente incluía al zafiro de Humboldt (Chrysuronia humboldtii) como una subespecie.

## Distribución y hábitat
Se encuentra únicamente en suroeste de Colombia y el noroeste de Ecuador. Su hábitat natural son los bosques húmedos tropicales de tierras bajas.